# キンダンバ
キンダンバ（フランス語: Kindamba）はコンゴ共和国プール県の都市である。人口は9,270人（2023年国勢調査速報結果）。

## 交通

### 空港
- キンダンバ空港（英語版）

## 出身者
- Jean-Pierre Makouta-Mboukou 政治家、学者、作家